# Коэффициент ослабления (фотометрия)
Коэффицие́нт ослабле́ния — безразмерная физическая величина, характеризующая степень уменьшения мощности излучения после прохождения им некоторого расстояния в среде или в результате отражения от границы раздела двух сред.
Если речь идёт об излучении, проходящем через оптическую систему, её отдельный элемент или слой оптического материала, то коэффициент ослабления определяется как отношение потоков излучения до {\displaystyle (\Phi _{0})} и после {\displaystyle (\Phi )} прохождения:
{\displaystyle K={\frac {\Phi _{0}}{\Phi }}.}
В этом случае коэффициент ослабления связан с коэффициентом пропускания {\displaystyle T} соотношением
{\displaystyle K={\frac {1}{T}},}
а с оптической плотностью {\displaystyle D} — уравнением

{\displaystyle K=10^{D}.}
Если интересует отражённое излучение, то коэффициент ослабления определяется как отношение потоков излучения до {\displaystyle (\Phi _{0})} и после {\displaystyle (\Phi _{r})} отражения:
{\displaystyle K={\frac {\Phi _{0}}{\Phi _{r}}}.}
В этом случае коэффициент ослабления связан с коэффициентом отражения {\displaystyle \rho } соотношением:
{\displaystyle K={\frac {1}{\rho }}.}
В общем случае значение коэффициента ослабления {\displaystyle K} тела зависит как от свойств самого тела, так и от угла падения, спектрального состава и поляризации излучения.
При использовании логарифмических единиц бел или децибел величина коэффициента ослабления, выраженная в этих единицах, рассчитывается по формуле {\displaystyle K_{B}={\mbox{lg}}K} или {\displaystyle K_{dB}=10{\mbox{lg}}K} соответственно.